# Бентон (Луїзіана)
Бентон (англ. Benton) — місто (англ. town) в США, в окрузі Боссьєр штату Луїзіана. Населення — 2048 осіб (2020).

## Географія
Бентон розташований за координатами 32°41′32″ пн. ш. 93°44′25″ зх. д. / 32.69222° пн. ш. 93.74028° зх. д. (32.692108, -93.740326).  За даними Бюро перепису населення США в 2010 році місто мало площу 5,06 км², уся площа — суходіл. В 2017 році площа становила 5,61 км², з яких 5,60 км² — суходіл та 0,02 км² — водойми.

## Демографія
Згідно з переписом 2010 року, у місті мешкало 1948 осіб у 777 домогосподарствах у складі 503 родин. Густота населення становила 385 осіб/км².  Було 856 помешкань (169/км²).
Расовий склад населення:
| - 55,3 % — білих - 40,6 % — чорних або афроамериканців - 1,0 % — корінних американців - 0,4 % — азіатів - 0,1 % — вихідців з тихоокеанських островів - 1,0 % — осіб інших рас |

До двох чи більше рас належало 1,6 %. Частка іспаномовних становила 3,6 % від усіх жителів.
За віковим діапазоном населення розподілялося таким чином: 26,2 % — особи молодші 18 років, 59,7 % — особи у віці 18—64 років, 14,1 % — особи у віці 65 років та старші. Медіана віку мешканця становила 36,7 року. На 100 осіб жіночої статі у місті припадало 86,9 чоловіків;  на 100 жінок у віці від 18 років та старших — 81,3 чоловіків також старших 18 років.
Середній дохід на одне домашнє господарство  становив 52 353 долари США (медіана — 38 250), а середній дохід на одну сім'ю — 58 023 долари (медіана — 46 250). Медіана доходів становила 42 578 доларів для чоловіків та 28 250 доларів для жінок. За межею бідності перебувало 24,8 % осіб, у тому числі 38,3 % дітей у віці до 18 років та 23,7 % осіб у віці 65 років та старших.
Цивільне працевлаштоване населення становило 852 особи. Основні галузі зайнятості: освіта, охорона здоров'я та соціальна допомога — 23,4 %, мистецтво, розваги та відпочинок — 13,1 %, роздрібна торгівля — 11,3 %.